# Tennis in Oostenrijk
Dit is een overzicht van de beste tennissers en tennissters van Oostenrijk, alle enkelspeltitels van Oostenrijkse tennissers en tennissters en alle tennistoernooien in Oostenrijk.
| |  |  |
| Thomas Muster (1e) en Barbara Schett (7e), de hoogst gerankte Oostenrijkse tennisser en tennisster uit de geschiedenis. |  |  |

## Historie

### Tot 1902

#### Het begin van de tennissport in Oostenrijk
Het moderne tennis - oorspronkelijk »Lawn Tennis« (grastennis) genoemd, werd in 1873/74 door een Engelse majoor genaamd Walter C. Wingfield bedacht. De sport bereikte binnen korte tijd een grote populariteit onder de verheven sociale klassen van Groot-Brittannië. De verspreiding van de sport over het continent gebeurde aanvankelijk hoofdzakelijk door emigranten uit Engeland, die zich vooral in de grote steden en handelscentra evenals in kuuroorden gevestigd hadden. Reeds in 1874 brachten Engelse gasten het tennis naar het Duitse kuuroord Bad Homburg. De sport bereikte Oostenrijk - door de grote geografische afstand tot Engeland - een aantal jaren later. In 1877 organiseerde diplomaten van de Britse ambassade in Wenen, de eerste tenniswedstrijd in Oostenrijk. De wedstrijd vond niet plaats op gras - aangezien gras niet zo goed gedijde als in Engeland, maar op cementbodem van een rolschaatshal (gelegen naast de "Wiener Eislauf-Vereinsplatz").

#### Een spel van de bovenklasse in private kring op privé tennisbanen
De financiële baron Nathaniel Rothschild liet de eerste tennisbaan in Oostenrijk aanleggen in zijn eigen park (aan de Theresianumgasse in Wenen). Hij nodigde o.a. gasten uit de hogere sociale klassen en Britse diplomaten uit om te tennissen. Rothschild werd daarom door de krant het Wiener Salonblatt in 1985 de verdienste toegeschreven, het tennis naar Wenen verplaatst te hebben. Naast Rothschild hoorde vooral ook vorst Heinrich Liechtenstein, die in diens park in Wenen een tennisbaan bouwde, evenals graaf Gyula Széchényi en graaf Anton Apponyi met dier privé tennisbanen in respectievelijk Reichenau en Marchegg, tot de pioniers van het tennis in Oostenrijk.
Spoedig volgde talrijke aristocraten, die op dier bezittingen eveneens tennisbanen lieten aanleggen. Bijvoorbeeld: vorst Auersperg, prins Hohenlohe, grafin Zichy en graaf Felix Harnoncourt-Unverzagt in Wenen, graaf Johann Harrach in Bruck an der Leitha, graaf Niki Esterhàzy in Pottendorf, baron Franz von Schloißnigg in Ebergassing, barones Priska von Moser in Achau en Ebenfurth. Het tennis werd het lievelingsspel van de bovenklasse.

#### De eerste verenigingen, toernooien en kampioenschappen
De eerste tennisvereniging van Oostenrijk werd opgericht in Wenen in 1883 onder de naam "Adeliger Tennis-Club". De vereniging onder leiding van vorstin Esterhàzy-Croy begon als privéclub met bijzondere exclusiviteit. De vereniging begon met twee asfaltbanen, gelegen in "Tiergarten am Schüttel" in het park Prater. Het tennispark lag geheel verborgen tussen bomen en struiken en gold destijds als een van de mooiste van Europa. In 1885 volgde een tweede vereniging in Wenen: de "Wiener Lawn-Tennis-Club".

### 1902 tot 1945
Arthur Zborzil (WAC) en de Pragenaar Felix Pipes wonnen in 1912 wonnen op de Olympische Zomerspelen in Stockholm (Zweden) zilver in het dubbelspel, welke de enige olympische tennismedaille tot op heden is. Op 1 maart 1913 was de Oostenrijkse tennisbond een van de twaalf nationale bonden die de Internationale Tennisfederatie (ITF) oprichtte. In de Eerste Oostenrijkse Republiek na 1918 namen de Oostenrijkse tennisprestaties af. De Davis Cup-successen bleven uit. In de eerste helft van de 20e eeuw bereikte de Oostenrijkse tennissers slechts zesmaal de derde ronde.
Franz Matejka was tussen 1926 en 1934 met zes nationale titels de absolute nummer 1 in Oostenrijk. Zijn klasse bewees hij in een exhibitiewedstrijd tegen de Amerikaanse tienvoudig Grand-Slam-kampioen William Tilden in Wenen. Matekja verloor in drie sets met 2-6, 5-7, 5-7. In de begin jaren 1930 voegden Adam Baworowski en Georg von Metaxa zich bij de nationale top. In 1935 kwam daar de destijds 20-jarige Hans Redl bij. Na de "aansluiting", de annexatie van Oostenrijk in Nazi-Duitsland, in maart 1938, besloot Baworoski om zich te naturaliseren tot Pool en zich aan te sluiten bij het Poolse Davis Cup team. Hij wilde namelijk de nalatenschap van zijn Poolse familie niet verliezen. Redl en Metaxa stonden daarentegen gezamenlijk in het Davis Cup team van Nazi-Duitsland, dat in 1938 winnaar werd van de Europese Zone, maar verloor in de inter-zone finale tegen Australië. De Tweede Wereldoorlog eindigde voor enkele tennisspeler tragisch: Metaxa storf bij een artillerieaanval van het westfront in december 1944 en Bawarowski werd storf omstreeks begin 1943 tijdens de Slag om Stalingrad.

### 1945 tot heden
Het tennis in Oostenrijk heeft zich sinds het einde van de Tweede Wereldoorlog in 1945 ontwikkeld van een voornamelijk elitaire sport tot een breed beoefende succesvolle tak van sport. Gedurende de tweede helft van de twintigste eeuw en het begin van de eenentwintigste eeuw leverde Oostenrijk meerdere topspelers af die zowel nationaal als internationaal naam maakten.

#### Heropbouw en groei (1945–1970)
Na de oorlog begon de wederopbouw van sportverenigingen, waaronder tennisclubs, die tijdens de oorlogsjaren in verval waren geraakt. Tennis bleef in deze periode nog voornamelijk een sport voor de hogere sociale klasse, mede door de beperkte beschikbaarheid van banen en uitrusting. In de jaren ’60 begon tennis echter aan populariteit te winnen, mede dankzij de oprichting van regionale tennisbonden en toernooien.

#### Doorbraak op internationaal niveau (1970–1990)
Vanaf de jaren zeventig begon Oostenrijk internationaal zichtbaarder te worden op tennisgebied. Een van de eerste spelers die succes boekte was Hans Kary, die in de jaren ’70 enkele ATP-wedstrijden speelde. De echte internationale doorbraak kwam echter met Thomas Muster in de late jaren '80. Muster, een linkshandige gravelspeler, behaalde in 1995 de nummer 1-positie op de ATP-wereldranglijst en won datzelfde jaar Roland Garros. Hij geldt als een van de beste gravelspelers van zijn generatie.
Het absolute hoogtepunt van het Oostenrijkse teamtennis kwam in 1990, toen Oostenrijk de halve finale van de Davis Cup bereikte — tot op heden het beste resultaat in de geschiedenis van het land in deze competitie. Het team, met Thomas Muster als kopman en verder bestaande uit Horst Skoff, Alex Antonitsch en Gilbert Schaller, versloeg achtereenvolgens Frankrijk en Joegoslavië. Vooral de kwartfinale-overwinning op Joegoslavië, met spelers als Goran Ivanišević, werd beschouwd als een zwaarbevochten en historische prestatie. In de halve finale trof Oostenrijk het topteam van de Verenigde Staten, met onder anderen Andre Agassi en Michael Chang. De ontmoeting vond plaats op gravel in het Prater-Stadion in Wenen en trok over het hele weekend meer dan 40.000 toeschouwers. Ondanks een sterke inzet van met name Thomas Muster, die beide enkelspelen wist te winnen, verloor Oostenrijk nipt met 2–3. Het resultaat werd desondanks beschouwd als een historische prestatie.

#### Professionalisering en verbreding (1990–2010)
Na het succes van Muster kende het Oostenrijkse tennis een periode van consolidatie. Er ontstond meer aandacht voor jeugdontwikkeling via de Oostenrijkse tennisbond (ÖTV) en het aantal spelers op nationaal niveau groeide. Bekende spelers uit deze periode zijn onder meer Stefan Koubek en Jürgen Melzer. Melzer boekte successen zowel in het enkel- als in het dubbelspel, en bereikte in 2010 de halve finale van Roland Garros in het enkelspel.

#### Moderne tijd en nieuwe successen (2010–heden)
In de jaren 2010 groeide Dominic Thiem uit tot de nieuwe vaandeldrager van het Oostenrijkse tennis. Hij brak door op de ATP-tour in 2014 en won in 2020 de US Open, waarmee hij de eerste Oostenrijkse man werd die een Grand Slam won sinds Muster. Thiem bereikte ook drie andere Grand Slam-finales en stond in 2020 op de derde plaats van de wereldranglijst. Zijn succes leidde tot een hernieuwde interesse in tennis onder de Oostenrijkse jeugd.
Ook in het damestennis werden successen geboekt, zij het op bescheidener schaal. Speelsters zoals Barbara Schett en Tamira Paszek bereikten respectabele posities op de WTA-ranking, met meerdere Grand Slam-deelnames.

## Mannen

### "Top 150" spelers enkelspel (vanafopen tijdperk)
| Nr. | Speler                | Hoogste positie | Datum hoogste positie | W-V     | Titels | Finales |
| --- | --------------------- | --------------- | --------------------- | ------- | ------ | ------- |
| 1.  | Thomas Muster         | 1               | 1996-02-12            | 621–273 | 44     | 11      |
| 2.  | Dominic Thiem         | 3               | 2020-03-02            | 348–215 | 17     | 10      |
| 3.  | Jürgen Melzer         | 8               | 2011-04-18            | 350–334 | 5      | 8       |
| 4.  | Gilbert Schaller      | 17              | 1995-10-16            | 115–132 | 1      | 3       |
| 5.  | Horst Skoff           | 18              | 1990-01-01            | 228–203 | 4      | 7       |
| 6.  | Stefan Koubek         | 20              | 2000-03-13            | 215–253 | 3      | 3       |
| 7.  | Alex Antonitsch       | 40              | 1990-07-09            | 106–143 | 1      | 2       |
| 7.  | Peter Feigl           | 40              | 1979-05-21            | 108–114 | 4      | 3       |
| 9.  | Andreas Haider-Maurer | 47              | 2015-04-20            | 45–79   | 0      | 1       |
| 10. | Werner Eschauer       | 52              | 2007-08-27            | 15–41   | 0      | 1       |
| 11. | Hans Kary             | 54              | 1976-05-31            | 142–202 | 1      | 2       |
| 12. | Daniel Koellerer      | 55              | 2009-10-19            | 19–36   | 0      | 0       |
| 13. | Markus Hipfl          | 63              | 2002-02-18            | 65–81   | 0      | 1       |
| 14. | Gerald Melzer         | 68              | 2016-11-21            | 20–36   | 0      | 0       |
| 15. | Oliver Marach         | 82              | 2006-08-07            | 20–33   | 0      | 0       |
| 16. | Julian Knowle         | 86              | 2002-07-15            | 10–33   | 0      | 0       |
| 17. | Alexander Peya        | 92              | 2007-04-30            | 22–51   | 0      | 0       |
| 18. | Martin Fischer        | 117             | 2010-10-11            | 5–20    | 0      | 0       |
| 19. | Dennis Novak          | 85              | 2020-03-02            | 26–51   | 0      | 0       |
| 20. | Sebastian Ofner       | 118             | 2023-05-22            | 41–52   | 0      | 0       |
| 21. | Wolfgang Schranz      | 136             | 1998-11-09            | 8–15    | 0      | 0       |
| 22. | Hans-Peter Kandler    | 136             | 1986-03-03            | 5–21    | 0      | 0       |

Bijgewerkt t/m 20-09-2020

### Finaleplaatsen
| Legenda                       | Legenda               |
| ----------------------------- | --------------------- |
| Grand Slam                    |                       |
| Olympische Spelen             |                       |
| tot 2009                      | vanaf 2009            |
| Tennis Masters Cup            | ATP Finals            |
| ATP Masters Series            | ATP Tour Masters 1000 |
| ATP International Series Gold | ATP Tour 500          |
| ATP International Series      | ATP Tour 250          |

#### Enkelspel (open tijdperk)
| Nr.              | Datum             | Toernooi             | Ondergrond    | Winnaar               | Tegenstander in finale    | Score                      | Details |
| ---------------- | ----------------- | -------------------- | ------------- | --------------------- | ------------------------- | -------------------------- | ------- |
| Gewonnen finales |                   |                      |               |                       |                           |                            |         |
| 1.               | 20 augustus 1978  | Cleveland            | Hardcourt     | Peter Feigl (1)       | Van Winitsky              | 4-6, 6-3, 6-3              |         |
| 2.               | 25 februari 1979  | Linz                 | Hardcourt (i) | Peter Feigl (2)       | Hans Kary                 | 6-3, 6-4, 7-6              | Details |
| 3.               | 4 maart 1979      | Lagos                | Hardcourt     | Hans Kary (1)         | Peter Feigl               | 6-4, 3-6, 6-2              |         |
| 4.               | 15 april 1979     | Caïro                | Gravel        | Peter Feigl (3)       | Carlos Kirmayr            | 7-5, 3-6, 6-1              |         |
| 5.               | 2 maart 1980      | Lagos                | Gravel        | Peter Feigl (4)       | Welry Fritz               | 6-2, 6-3, 6-2              |         |
| 6.               | 3 augustus 1986   | Hilversum            | Gravel        | Thomas Muster (1)     | Jakob Hlasek              | 6-1, 6-3, 6-3              |         |
| 7.               | 10 juli 1988      | Boston               | Gravel        | Thomas Muster (2)     | Lawson Duncan             | 6-2, 6-2                   |         |
| 8.               | 13 juni 1988      | Athene               | Gravel        | Horst Skoff (1)       | Bruno Orešar              | 6-3, 2-6, 6-2              | Details |
| 9.               | 31 juli 1988      | Bordeaux             | Gravel        | Thomas Muster (3)     | Ronald Agénor             | 6-3, 6-3                   |         |
| 10.              | 14 augustus 1988  | Praag                | Gravel        | Thomas Muster (4)     | Guillermo Pérez Roldán    | 6-4, 5-7, 6-2              |         |
| 11.              | 25 september 1988 | Bari                 | Gravel        | Thomas Muster (5)     | Marcelo Filippini         | 2-6, 6-1, 7-5              |         |
| 12.              | 17 oktober 1988   | Wenen                | Tapijt (i)    | Horst Skoff (2)       | Thomas Muster             | 4-6, 6-4, 6-3, 6-2         |         |
| 13.              | 7 januari 1990    | ATP Adelaide         | Hardcourt     | Thomas Muster (6)     | Jimmy Arias               | 3-6, 6-2, 7-5              | Details |
| 14.              | 11 maart 1990     | ATP Casablanca       | Gravel        | Thomas Muster (7)     | Guillermo Pérez Roldán    | 6-1, 6-76, 6-2             | Details |
| 15.              | 20 mei 1990       | ATP Rome             | Gravel        | Thomas Muster (8)     | Andrej Tsjesnokov         | 6-1, 6-3, 6-1              | Details |
| 16.              | 22 april 1990     | ATP Seoel            | Hardcourt     | Alex Antonitsch (1)   | Pat Cash                  | 7-6(2), 6-3                | Details |
| 17.              | 10 september 1990 | ATP Genève           | Gravel        | Horst Skoff (3)       | Sergi Bruguera            | 7-6(8), 7-6(4)             | Details |
| 18.              | 16 juni 1991      | ATP Florence         | Gravel        | Thomas Muster (9)     | Horst Skoff               | 6-2, 6-72, 6-2             | Details |
| 19.              | 15 september 1991 | ATP Genève           | Gravel        | Thomas Muster (10)    | Horst Skoff               | 6-2, 6-4                   | Details |
| 20.              | 26 april 1992     | ATP Monte Carlo      | Gravel        | Thomas Muster (11)    | Aaron Krickstein          | 6-3, 6-1, 6-3              | Details |
| 21.              | 14 juni 1992      | ATP Florence         | Gravel        | Thomas Muster (12)    | Renzo Furlan              | 6-3, 1-6, 6-1              | Details |
| 22.              | 30 augustus 1992  | ATP Umag             | Gravel        | Thomas Muster (13)    | Franco Davín              | 6-1, 4-6, 6-4              | Details |
| 23.              | 28 februari 1993  | ATP Mexico-Stad      | Gravel        | Thomas Muster (14)    | Carlos Costa              | 6-2, 6-4                   | Details |
| 24.              | 13 juni 1993      | ATP Florence         | Gravel        | Thomas Muster (15)    | Jordi Burillo             | 6-1, 7-5                   | Details |
| 25.              | 5 juli 1993       | ATP Båstad           | Gravel        | Horst Skoff (4)       | Ronald Agenor             | 7-5, 1-6, 6-0              | Details |
| 26.              | 20 juni 1993      | ATP Genua            | Gravel        | Thomas Muster (16)    | Magnus Gustafsson         | 7-63, 6-4                  | Details |
| 27.              | 8 augustus 1993   | ATP Kitzbühel        | Gravel        | Thomas Muster (17)    | Javier Sánchez            | 6-3, 7-5, 6-4              | Details |
| 28.              | 15 augustus 1993  | ATP San Marino       | Gravel        | Thomas Muster (18)    | Renzo Furlan              | 7-5, 7-5                   | Details |
| 29.              | 29 augustus 1993  | ATP Umag             | Gravel        | Thomas Muster (19)    | Alberto Berasategui       | 7-5, 3-6, 6-3              | Details |
| 30.              | 3 oktober 1993    | ATP Palermo          | Gravel        | Thomas Muster (20)    | Sergi Bruguera            | 7-62, 7-5                  | Details |
| 31.              | 27 februari 1994  | ATP Mexico-Stad      | Gravel        | Thomas Muster (21)    | Roberto Jabali            | 6-3, 6-1                   | Details |
| 32.              | 1 mei 1994        | ATP Madrid           | Gravel        | Thomas Muster (22)    | Sergi Bruguera            | 6-2, 3-6, 6-4, 7-5         | Details |
| 33.              | 19 juni 1994      | ATP Sankt Pölten     | Gravel        | Thomas Muster (23)    | Tomás Carbonell           | 4-6, 6-2, 6-4              | Details |
| 34.              | 5 maart 1995      | ATP Mexico-Stad      | Gravel        | Thomas Muster (24)    | Fernando Meligeni         | 7-64, 7-5                  | Details |
| 35.              | 26 maart 1995     | ATP Casablanca       | Gravel        | Gilbert Schaller (1)  | Albert Costa              | 6-4, 6-2                   | Details |
| 36.              | 9 april 1995      | ATP Estoril          | Gravel        | Thomas Muster (25)    | Albert Costa              | 6-4, 6-2                   | Details |
| 37.              | 16 april 1995     | ATP Barcelona        | Gravel        | Thomas Muster (26)    | Magnus Larsson            | 6-2, 6-1, 6-4              | Details |
| 38.              | 30 april 1995     | ATP Monte Carlo      | Gravel        | Thomas Muster (27)    | Boris Becker              | 4-6, 5-7, 6-1, 7-66, 6-0   | Details |
| 39.              | 21 mei 1995       | ATP Rome             | Gravel        | Thomas Muster (28)    | Sergi Bruguera            | 3-6, 7-65, 6-2, 6-3        | Details |
| 40.              | 11 juni 1995      | Roland Garros        | Gravel        | Thomas Muster (29)    | Michael Chang             | 7-5, 6-2, 6-4              | Details |
| 41.              | 25 juni 1995      | ATP Sankt Pölten     | Gravel        | Thomas Muster (30)    | Bohdan Ulihrach           | 6-3, 3-6, 6-1              | Details |
| 42.              | 23 juli 1995      | ATP Stuttgart        | Gravel        | Thomas Muster (31)    | Jan Apell                 | 6-2, 6-2                   | Details |
| 43.              | 13 augustus 1995  | ATP San Marino       | Gravel        | Thomas Muster (32)    | Andrea Gaudenzi           | 6-2, 6-0                   | Details |
| 44.              | 27 augustus 1995  | ATP Umag             | Gravel        | Thomas Muster (33)    | Carlos Costa              | 3-6, 7-65, 6-4             | Details |
| 45.              | 17 september 1995 | ATP Boekarest        | Gravel        | Thomas Muster (34)    | Gilbert Schaller          | 6-3, 6-4                   | Details |
| 46.              | 29 oktober 1995   | ATP Essen            | Tapijt (i)    | Thomas Muster (35)    | MaliVai Washington        | 7-66, 2-6, 6-3, 6-4        | Details |
| 47.              | 10 maart 1996     | ATP Mexico-Stad      | Gravel        | Thomas Muster (36)    | Jiří Novák                | 7-63, 6-2                  | Details |
| 48.              | 14 april 1996     | ATP Estoril          | Gravel        | Thomas Muster (37)    | Andrea Gaudenzi           | 7-64, 6-4                  | Details |
| 49.              | 21 april 1996     | ATP Barcelona        | Gravel        | Thomas Muster (38)    | Marcelo Ríos              | 6-3, 4-6, 6-4, 6-1         | Details |
| 50.              | 28 april 1996     | ATP Monte Carlo      | Gravel        | Thomas Muster (39)    | Albert Costa              | 6-3, 5-7, 4-6, 6-3, 6-2    | Details |
| 51.              | 19 mei 1996       | ATP Rome             | Gravel        | Thomas Muster (40)    | Richard Krajicek          | 6-2, 6-4, 3-6, 6-3         | Details |
| 52.              | 21 juli 1996      | ATP Stuttgart        | Gravel        | Thomas Muster (41)    | Jevgeni Kafelnikov        | 6-2, 6-2, 6-4              | Details |
| 53.              | 15 september 1996 | ATP Bogotá           | Gravel        | Thomas Muster (42)    | Nicolás Lapentti          | 6-76, 6-2, 6-3             | Details |
| 54.              | 16 februari 1997  | ATP Dubai            | Hardcourt     | Thomas Muster (43)    | Goran Ivanišević          | 7-5, 7-63                  | Details |
| 55.              | 30 maart 1997     | ATP Miami            | Hardcourt     | Thomas Muster (44)    | Sergi Bruguera            | 7-66, 6-3, 6-1             | Details |
| 56.              | 26 april 1999     | ATP Atlanta          | Gravel        | Stefan Koubek (1)     | Sébastien Grosjean        | 6-1, 6-2                   | Details |
| 57.              | 28 februari 2000  | ATP Delray Beach     | Hardcourt     | Stefan Koubek (2)     | Álex Calatrava            | 6-1, 4-6, 6-4              | Details |
| 58.              | 30 december 2002  | ATP Doha             | Hardcourt     | Stefan Koubek (3)     | Jan-Michael Gambill       | 6-4, 6-4                   | Details |
| 59.              | 11 september 2006 | ATP Boekarest        | Gravel        | Jürgen Melzer (1)     | Filippo Volandri          | 6-1, 7-5                   | Details |
| 60.              | 1 november 2009   | ATP Wenen            | Hardcourt (i) | Jürgen Melzer (2)     | Marin Čilić               | 6-4, 6-3                   | Details |
| 61.              | 31 oktober 2010   | ATP Wenen            | Hardcourt (i) | Jürgen Melzer (3)     | Andreas Haider-Maurer     | 6-7(10), 7-6(4), 6-4       | Details |
| 62.              | 26 februari 2012  | ATP Memphis          | Hardcourt (i) | Jürgen Melzer (4)     | Milos Raonic              | 7-5, 7-6(4)                | Details |
| 63.              | 23 mei 2015       | ATP Nice             | Gravel        | Dominic Thiem (1)     | Leonardo Mayer            | 6-7, 7-5, 7-6              | Details |
| 64.              | 26 juli 2015      | ATP Umag             | Gravel        | Dominic Thiem (2)     | João Sousa                | 6-4, 6-1                   | Details |
| 65.              | 2 augustus 2015   | ATP Gstaad           | Gravel        | Dominic Thiem (3)     | David Goffin              | 7-5, 6-2                   | Details |
| 66.              | 14 februari 2016  | ATP Buenos Aires     | Gravel        | Dominic Thiem (4)     | Nicolás Almagro           | 7-6, 3-6, 7-6              | Details |
| 67.              | 27 februari 2016  | ATP Acapulco         | Hardcourt     | Dominic Thiem (5)     | Bernard Tomic             | 7-6, 4-6, 6-3              | Details |
| 68.              | 21 mei 2016       | ATP Nice             | Gravel        | Dominic Thiem (6)     | Alexander Zverev          | 6-4, 3-6, 6-0              | Details |
| 69.              | 13 juni 2016      | ATP Stuttgart        | Gras          | Dominic Thiem (7)     | Philipp Kohlschreiber     | 6-7, 6-4, 6-4              | Details |
| 70.              | 26 februari 2017  | ATP Rio de Janeiro   | Gravel        | Dominic Thiem (8)     | Pablo Carreño Busta       | 7-5, 6-4                   | Details |
| 71.              | 18 februari 2018  | ATP Buenos Aires (2) | Gravel        | Dominic Thiem (9)     | Aljaž Bedene              | 6-2, 6-4                   | Details |
| 72.              | 26 mei 2018       | ATP Lyon             | Gravel        | Dominic Thiem (10)    | Gilles Simon              | 3-6, 7-6(1), 6-1           | Details |
| 73.              | 23 september 2018 | ATP Sint-Petersburg  | Hardcourt (i) | Dominic Thiem (11)    | Martin Kližan             | 6-3, 6-1                   | Details |
| 74.              | 18 maart 2019     | ATP Indian Wells     | Hardcourt     | Dominic Thiem (12)    | Roger Federer             | 3-6, 6-3, 7-5              | Details |
| 75.              | 28 april 2019     | ATP Barcelona        | Gravel        | Dominic Thiem (13)    | Daniil Medvedev           | 6-4, 6-0                   | Details |
| 76.              | 3 augustus 2019   | ATP Kitzbühel        | Gravel        | Dominic Thiem (14)    | Albert Ramos Viñolas      | 7-6(0), 6-1                | Details |
| 77.              | 6 oktober 2019    | ATP Peking           | Hardcourt     | Dominic Thiem (15)    | Stéfanos Tsitsipás        | 3-6, 6-4, 6-1              | Details |
| 78.              | 27 oktober 2019   | ATP Wenen            | Hardcourt (i) | Dominic Thiem (16)    | Diego Schwartzman         | 3-6, 6-4, 6-3              | Details |
| 79.              | 13 september 2020 | US Open              | Hardcourt     | Dominic Thiem (17)    | Alexander Zverev          | 2-6, 4-6, 6-4, 6-3, 7-6(6) | Details |
| Verloren finales |                   |                      |               |                       |                           |                            |         |
| 1.               | 7 augustus 1972   | Hilversum            | Gravel        | John Cooper           | Hans Kary (1)             | 6-1, 3-6, 12-10, 3-6, 6-2  |         |
| 2.               | 26 november 1978  | Manila               | Gravel        | Yannick Noah          | Peter Feigl (1)           | 7-6, 6-2                   |         |
| 3.               | 4 januari 1979    | Auckland             | Hardcourt     | Tim Wilkison          | Peter Feigl (2)           | 6-3, 4-6, 6-4, 2-6, 6-2    |         |
| 4.               | 25 februari 1979  | Linz                 | Hardcourt (i) | Peter Feigl           | Hans Kary (2)             | 6-3, 6-4, 7-6              | Details |
| 5.               | 4 maart 1979      | Lagos                | Hardcourt     | Hans Kary             | Peter Feigl (3)           | 6-4, 3-6, 6-2              |         |
| 6.               | 18 september 1988 | Barcelona            | Gravel        | Kent Carlsson         | Thomas Muster (1)         | 6-3, 6-3, 3-6, 6-1         |         |
| 7.               | 23 oktober 1988   | Wenen                | Tapijt (i)    | Horst Skoff           | Thomas Muster (2)         | 4-5, 6-3, 6-4, 6-2         |         |
| 8.               | 2 april 1989      | Miami                | Hardcourt     | Ivan Lendl            | Thomas Muster (3)         | Walk-over                  |         |
| 9.               | 8 mei 1989        | Hamburg              | Gravel        | Ivan Lendl            | Horst Skoff (1)           | 6-4, 6-1, 6-3              |         |
| 10.              | 7 juli 1989       | Praag                | Gravel        | Marcelo Filippini     | Horst Skoff (2)           | 7-5, 7-6(4)                |         |
| 11.              | 18 september 1989 | Barcelona            | Gravel        | Andrés Gómez          | Horst Skoff (3)           | 6-4, 6-4, 6-2              |         |
| 12.              | 29 april 1990     | ATP Monte Carlo      | Gravel        | Andrej Tsjesnokov     | Thomas Muster (4)         | 7-5, 6-3, 6-3              | Details |
| 13.              | 29 april 1990     | ATP Hong Kong        | Hardcourt     | Pat Cash              | Alex Antonitsch (1)       | 6-3, 6-4                   | Details |
| 14.              | 6 mei 1990        | ATP München          | Gravel        | Karel Nováček         | Thomas Muster (5)         | 6-4, 6-2                   | Details |
| 15.              | 15 oktober 1990   | ATP Wenen            | Tapijt (i)    | Anders Järryd         | Horst Skoff (4)           | 6-3, 6-3, 6-1              | Details |
| 16.              | 10 juni 1991      | ATP Florence         | Gravel        | Thomas Muster         | Horst Skoff (5)           | 6-2, 6-7(2), 6-4           | Details |
| 17.              | 9 september 1991  | ATP Genève           | Gravel        | Thomas Muster         | Horst Skoff (6)           | 6-2, 6-4                   | Details |
| 18.              | 12 juli 1992      | ATP Newport          | Gras          | Bryan Shelton         | Alex Antonitsch (2)       | 6-4, 6-4                   | Details |
| 19.              | 17 januari 1993   | ATP Sydney           | Hardcourt     | Pete Sampras          | Thomas Muster (6)         | 7-67, 6-1                  | Details |
| 20.              | 24 oktober 1993   | ATP Wenen            | Tapijt (i)    | Goran Ivanišević      | Thomas Muster (7)         | 4-6, 6-4, 6-4, 7-63        | Details |
| 19.              | 4 juni 1994       | ATP Båstad           | Gravel        | Bernd Karbacher       | Horst Skoff (7)           | 6-4, 6-3                   | Details |
| 20.              | 6 augustus 1995   | ATP Kitzbühel        | Gravel        | Albert Costa          | Thomas Muster (8)         | 4-6, 6-4, 7-63, 2-6, 6-4   | Details |
| 21.              | 17 september 1995 | ATP Boekarest        | Gravel        | Thomas Muster         | Gilbert Schaller (1)      | 6-3, 6-4                   | Details |
| 22.              | 9 oktober 1995    | ATP Valencia         | Gravel        | Sjeng Schalken        | Gilbert Schaller (2)      | 6-4, 6-2                   | Details |
| 23.              | 22 oktober 1995   | ATP Wenen            | Tapijt (i)    | Filip Dewulf          | Thomas Muster (9)         | 7-5, 6-2, 1-6, 7-5         | Details |
| 24.              | 31 maart 1996     | ATP Casablanca       | Gravel        | Tomás Carbonell       | Gilbert Schaller (3)      | 7-5, 1-6, 6-2              | Details |
| 25.              | 10 augustus 1997  | ATP Cincinnati       | Hardcourt     | Pete Sampras          | Thomas Muster (10)        | 6-3, 6-4                   | Details |
| 26.              | 12 april 1998     | ATP Estoril          | Gravel        | Alberto Berasategui   | Thomas Muster (11)        | 3-6, 6-1, 6-3              | Details |
| 27.              | 13 september 1999 | ATP Bournemouth      | Gravel        | Adrian Voinea         | Stefan Koubek (1)         | 1-6, 7-5, 7-6(2)           | Details |
| 28.              | 27 mei 2001       | ATP Sankt Pölten     | Gravel        | Andrea Gaudenzi       | Markus Hipfl (1)          | 6-0, 7-5                   | Details |
| 29.              | 14 juli 2003      | ATP Newport          | Gras          | Robby Ginepri         | Jürgen Melzer (1)         | 6-4, 6-7, 6-1              | Details |
| 30.              | 22 mei 2005       | ATP St. Pölten       | Gravel        | Nikolaj Davydenko     | Jürgen Melzer (2)         | 6-3, 2-6, 6-4              | Details |
| 31.              | 30 januari 2006   | ATP Zagreb           | Tapijt (i)    | Ivan Ljubičić         | Stefan Koubek (2)         | 6-3, 6-4                   | Details |
| 32.              | 16 april 2006     | ATP Houston          | Gravel        | Mardy Fish            | Jürgen Melzer (3)         | 3-6, 6-4, 6-2              | Details |
| 33.              | 8 oktober 2006    | ATP Metz             | Hardcourt (i) | Novak Đoković         | Jürgen Melzer (4)         | 4-6, 6-3, 6-2              | Details |
| 34.              | 1 januari 2007    | ATP Chennai          | Hardcourt     | Xavier Malisse        | Stefan Koubek (3)         | 6-1, 6-3                   | Details |
| 35.              | 4 maart 2007      | ATP Las Vegas        | Hardcourt     | Lleyton Hewitt        | Jürgen Melzer (5)         | 6-4, 7-6                   | Details |
| 36.              | 16 juli 2007      | ATP Amersfoort       | Gravel        | Steve Darcis          | Werner Eschauer (1)       | 6-1, 7-61                  | Details |
| 37.              | 22 augustus 2008  | ATP Kitzbühel        | Gravel        | Juan Martín del Potro | Jürgen Melzer (6)         | 6-2, 6-1                   | Details |
| 38.              | 25 juli 2010      | ATP Hamburg          | Gravel        | Andrej Goloebev       | Jürgen Melzer (7)         | 6-3, 7-5                   | Details |
| 39.              | 10 februari 2013  | ATP Zagreb           | Hardcourt (i) | Marin Čilić           | Jürgen Melzer (8)         | 6-3, 6-1                   | Details |
| 40.              | 31 oktober 2010   | ATP Wenen            | Hardcourt (i) | Jürgen Melzer         | Andreas Haider-Maurer (1) | 6-7(10), 7-6(4), 6-4       | Details |
| 41.              | 2 augustus 2014   | ATP Kitzbühel        | Gravel        | David Goffin          | Dominic Thiem (1)         | 6-4, 1-6, 3-6              | Details |
| 42.              | 1 mei 2016        | ATP München          | Gravel        | Philipp Kohlschreiber | Dominic Thiem (2)         | 7-6, 6-4, 7-6              | Details |
| 43.              | 25 september 2016 | ATP Metz             | Hardcourt (i) | Lucas Pouille         | Dominic Thiem (3)         | 7-6, 6-2                   | Details |
| 44.              | 30 april 2017     | ATP Barcelona        | Gravel        | Rafael Nadal          | Dominic Thiem (4)         | 6-4, 6-1                   | Details |
| 45.              | 14 mei 2017       | ATP Madrid           | Gravel        | Rafael Nadal          | Dominic Thiem (5)         | 7-6, 6-4                   | Details |
| 46.              | 13 mei 2018       | ATP Madrid           | Gravel        | Alexander Zverev      | Dominic Thiem (6)         | 6-4, 6-4                   | Details |
| 47.              | 10 juni 2018      | Roland Garros        | Gravel        | Rafael Nadal          | Dominic Thiem (7)         | 6-4, 6-3, 6-2              | Details |
| 48.              | 9 juni 2019       | Roland Garros        | Gravel        | Rafael Nadal          | Dominic Thiem (8)         | 6-3, 5-7, 6-1, 6-1         | Details |
| 49.              | 17 november 2019  | ATP Finals           | Hardcourt (i) | Stéfanos Tsitsipás    | Dominic Thiem (9)         | 6-7(6), 6-2, 7-6(4)        | Details |
| 50.              | 2 februari 2020   | Australian Open      | Hardcourt     | Novak Djokovic        | Dominic Thiem (10)        | 6-4, 4-6, 2-6, 6-3, 6-4    | Details |

Bijgewerkt t/m 20-09-2020

### Toernooien
| Naam                            | Plaats                                                        | Categorie | Ondergrond                                                           | Periode                                                | Locatie                                              | Jaargangen               |
| ------------------------------- | ------------------------------------------------------------- | --- | -------------------------------------------------------------------- | ------------------------------------------------------ | ---------------------------------------------------- | ------------------------ |
| Huidige toernooien              |                                                               | |                                                                      |                                                        |                                                      |                          |
| Erste Bank Open                 | Wenen                                                         | ATP World Tour 500 (2015-heden) ATP World Tour 250 (2009-2014) ATP International Series Gold (1998-2008) ATP Championship Series (1996-1997) ATP World Series (1990-1996) | Hardcourt, indoor (1974-1987, 1999-heden) Tapijt, indoor (1988-1998) | Oktober                                                | Wiener Stadthalle                                    | vanaf 1974               |
| Generali Open                   | Kitzbühel                                                     | ATP World Tour 250 (2009, 2011-heden) ATP Challenger Tour (2010) ATP International Series Gold (1998-2008) ATP World Series (1990-1998)                                   | Gravel, buiten                                                       | Juli/augustus                                          | Kitzbüheler Tennis Club                              | vanaf 1945               |
| Voormalige toernooien           |                                                               | |                                                                      |                                                        |                                                      |                          |
| Hypo Group Tennis International | Pörtschach am Wörthersee (2006-2008) Sankt Pölten (1994-2005) | ATP International Series (1998-2008) ATP World Series (1994-1997) | Gravel, buiten                                                       | Mei/juni                                               | Werzer Arena (2006-2008) Arena im Aufeld (1994-2005) | 1994 - 2008              |
| Linz Open                       | Linz                                                          | Grand Prix circuit (1979, 1981-1982) ATP Challenger Series (1980) | Hardcourt, indoor (1979, 1981) Gravel, buiten (1982)                 | Februari/maart                                         |                                                      | 1979 - 1982              |
| WCT Zell am See                 | Zell am See                                                   | WCT circuit (1982) ATP Challenger (1979-1981) | Gravel, buiten                                                       | Juni/juli/augustus                                     |                                                      | 1979 - 1982              |
| ATP Salzburg Indoors            | Salzburg                                                      | ATP Challenger | Hardcourt, indoor                                                    | November/december                                      |                                                      | 2009 - 2011              |
| s Tennis Masters Challenger     | Graz                                                          | ATP Challenger | Gravel, buiten (1991-2008) Hardcourt, indoor (1987-1989)             | Juli/augustus/ september (1991-2008) April (1987-1989) |                                                      | 1991 - 2008, 1987 - 1989 |
| Ischgl Challenger               | Ischgl                                                        | ATP Challenger | Tapijt, indoor                                                       | December                                               |                                                      | 2003 - 2004              |
| Wenen Challenger                | Wenen                                                         | ATP Challenger | Gravel, buiten (1992, 1999) Hardcourt, indoor (1984-1989)            | Juli/augustus (1992, 1999) Februari/maart (1984-1989)  |                                                      | 1992, 1999 1984 - 1989   |
| Nettingsdorf Challenger         | Nettingsdorf                                                  | ATP Challenger | Gravel, buiten                                                       | Augustus                                               |                                                      | 1997 - 1999              |
| Portschach Challenger           | Pörtschach am Wörthersee                                      | ATP Challenger | Gravel, buiten                                                       | Juli                                                   |                                                      | 1997                     |
| Annenheim Challenger            | Annenheim                                                     | ATP Challenger | Gras, buiten                                                         | Juni                                                   |                                                      | 1994 - 1996              |
| Bruck Challenger                | Bruck                                                         | ATP Challenger | Gravel, buiten                                                       | Mei                                                    |                                                      | 1993                     |
| Loipersdorf Challenger          | Loipersdorf                                                   | ATP Challenger | Gravel, buiten                                                       | Mei                                                    |                                                      | 1986                     |

## Vrouwen

### "Top 150" speelsters enkelspel (vanafopen tijdperk)
| Nr. | Speelster                | Hoogste positie | Datum hoogste positie | W-V     | Titels | Finales |
| --- | ------------------------ | --------------- | --------------------- | ------- | ------ | ------- |
| 1.  | Barbara Schett           | 7               | 1999-09-13            | 349-279 | 3      | 3       |
| 2.  | Barbara Paulus           | 10              | 1996-11-18            | 280-166 | 6      | 11      |
| 3.  | Judith Wiesner           | 12              | 1997-01-13            | 366-209 | 5      | 7       |
| 4.  | Sybille Bammer           | 19              | 2007-12-17            | 338-300 | 2      | 0       |
| 5.  | Tamira Paszek            | 26              | 2013-02-11            | 284-225 | 3      | 1       |
| 6.  | Sylvia Plischke          | 27              | 1999-06-21            | 187-184 | 0      | 0       |
| 7.  | Yvonne Meusburger        | 37              | 2014-03-31            | 439-316 | 1      | 2       |
| 8.  | Petra Huber              | 37              | 1984-10-01            | 62-69   | 1      | 1       |
| 9.  | Barbara Schwartz         | 40              | 1999-11-08            | 198-142 | 0      | 0       |
| 10. | Karin Kschwendt          | 47              | 1996-11-18            | 244-221 | 0      | 0       |
| 11. | Marion Maruska           | 50              | 1997-10-06            | 231-208 | 1      | 1       |
| 12. | Petra Ritter             | 52              | 1995-01-09            | 162-141 | 0      | 1       |
| 13. | Beate Reinstadler        | 60              | 1994-06-20            | 125-146 | 0      | 0       |
| 14. | Patricia Wartusch        | 65              | 2000-04-24            | 236-214 | 2      | 1       |
| 15. | Patricia Mayr-Achleitner | 70              | 2009-05-04            | 364-257 | 0      | 1       |
| 16. | Sandra Dopfer            | 70              | 1994-08-29            | 206-188 | 0      | 0       |
| 17. | Melanie Schnell          | 90              | 1996-06-10            | 161-146 | 0      | 1       |
| 18. | Evelyn Fauth             | 127             | 2002-05-20            | 278-263 | 0      | 0       |
| 19. | Barbara Haas             | 134             | 2016-09-19            | 268-144 | 0      | 0       |

Bijgewerkt t/m 12-05-2019

### Finaleplaatsen
| Legenda                | Legenda                  |
| ---------------------- | ------------------------ |
| Grandslamtoernooi      |                          |
| Olympische Spelen      |                          |
| Year-End Championships |                          |
| tot 2009               | 2009 – 2020 / vanaf 2021 |
| Tier I                 | Premier Mandatory        |
| Tier II                | Premier Five / WTA 1000  |
| Tier III               | Premier / WTA 500        |
| Tier IV & V            | International / WTA 250  |
|                        | Challenger / WTA 125     |

#### Enkelspel (open tijdperk)
| Nr.              | Datum             | Toernooi            | Ondergrond | Winnaar                     | Tegenstander in finale       | Score          | Details |
| ---------------- | ----------------- | ------------------- | ---------- | --------------------------- | ---------------------------- | -------------- | ------- |
| Gewonnen finales |                   |                     |            |                             |                              |                |         |
| 1.               | 11 mei 1986       | WTA Barcelona       | Gravel     | Petra Huber (1)             | Laura Garrone                | 7-6, 6-0       |         |
| 2.               | 22 mei 1988       | WTA Genève          | Gravel     | Barbara Paulus (1)          | Lori McNeil                  | 6-4, 5-7, 6-1  |         |
| 3.               | 24 juli 1988      | WTA Aix-en-Provence | Gravel     | Judith Wiesner (1)          | Sylvia Hanika                | 6-1, 6-2       |         |
| 4.               | 16 juli 1989      | WTA Arcachon        | Gravel     | Judith Wiesner (2)          | Barbara Paulus               | 6-3, 6-7, 6-1  |         |
| 5.               | 27 mei 1990       | WTA Genève          | Gravel     | Barbara Paulus (2)          | Helen Kelesi                 | 2-6, 7-5, 7-63 |         |
| 6.               | 24 mei 1992       | WTA Straatsburg     | Gravel     | Judith Wiesner (3)          | Naoko Sawamatsu              | 6-1, 6-3       |         |
| 7.               | 28 augustus 1994  | WTA Schenectady     | Hardcourt  | Judith Wiesner (4)          | Larisa Neiland               | 7-5, 3-6, 6-4  |         |
| 8.               | 30 juli 1995      | WTA Maria Lankowitz | Gravel     | Judith Wiesner (5)          | Ruxandra Dragomir            | 7-6, 6-3       |         |
| 9.               | 17 september 1995 | WTA Warschau        | Gravel     | Barbara Paulus (3)          | Alexandra Fusai              | 7-64, 4-6, 6-1 |         |
| 10.              | 19 november 1995  | WTA Pattaya         | Hardcourt  | Barbara Paulus (4)          | Yi Jingqian                  | 6-4, 6-3       |         |
| 11.              | 21 juli 1996      | WTA Palermo         | Gravel     | Barbara Schett (1)          | Sabine Hack                  | 6-3, 6-3       |         |
| 12.              | 11 augustus 1996  | WTA Maria Lankowitz | Gravel     | Barbara Paulus (5)          | Sandra Cecchini              | Opgave         |         |
| 13.              | 5 januari 1997    | WTA Auckland        | Hardcourt  | Marion Maruska (1)          | Judith Wiesner               | 6-3, 6-1       |         |
| 14.              | 27 februari 1997  | WTA Warschau        | Gravel     | Barbara Paulus (6)          | Henrieta Nagyová             | 6-4, 6-4       |         |
| 15.              | 3 augustus 1997   | WTA Maria Lankowitz | Gravel     | Barbara Schett (2)          | Henrieta Nagyová             | 3-6, 6-2, 6-3  |         |
| 16.              | 13 februari 2000  | WTA Bogotá          | Gravel     | Patricia Wartusch (1)       | Tathiana Garbin              | 4-6, 6-1, 6-4  |         |
| 17.              | 16 juli 2000      | WTA Klagenfurt      | Gravel     | Barbara Schett (3)          | Patty Schnyder               | 5-7, 6-4, 6-4  |         |
| 18.              | 14 juli 2002      | WTA Casablanca      | Gravel     | Patricia Wartusch (2)       | Klára Zakopalová             | 5-7, 6-3, 6-3  | Details |
| 19.              | 24 september 2006 | WTA Portorož        | Hardcourt  | Tamira Paszek (1)           | Maria Elena Camerin          | 7-5, 6-1       | Details |
| 20.              | 5 februari 2007   | WTA Pattaya         | Hardcourt  | Sybille Bammer (1)          | Gisela Dulko                 | 7-5, 3-6, 7-5  | Details |
| 21.              | 19 juli 2009      | WTA Praag           | Gravel     | Sybille Bammer (2)          | Francesca Schiavone          | 7-64, 6-2      | Details |
| 22.              | 19 september 2010 | WTA Québec          | Hardcourt  | Tamira Paszek (2)           | Bethanie Mattek-Sands        | 7-6, 2-6, 7-5  | Details |
| 23.              | 26 juni 2012      | WTA Eastbourne      | Gras       | Tamira Paszek (3)           | Angelique Kerber             | 5-7, 6-3, 7-5  | Details |
| 24.              | 21 juli 2013      | WTA Bad Gastein     | Gravel     | Yvonne Meusburger (1)       | Andrea Hlaváčková            | 7-5, 6-2       | Details |
| Verloren finales |                   |                     |            |                             |                              |                |         |
| 1.               | 8 april 1984      | WTA Miami           | Gravel     | Laura Arraya                | Petra Huber (1)              | 6-3, 6-3       |         |
| 2.               | 22 mei 1988       | WTA Straatsburg     | Gravel     | Sandra Cecchini             | Judith Wiesner (1)           | 6-3, 6-3       |         |
| 3.               | 14 augustus 1988  | WTA Sofia           | Hardcourt  | Conchita Martínez           | Barbara Paulus (1)           | 6-1, 6-2       |         |
| 4.               | 16 juli 1989      | WTA Arcachon        | Gravel     | Judith Wiesner              | Barbara Paulus (2)           | 6-3, 6-7, 6-1  |         |
| 5.               | 14 januari 1990   | WTA Sydney          | Hardcourt  | Natallja Zverava            | Barbara Paulus (3)           | 4-6, 6-1, 6-3  |         |
| 6.               | 25 maart 1990     | WTA Miami           | Hardcourt  | Monica Seles                | Judith Wiesner (2)           | 6-1, 6-2       |         |
| 7.               | 13 juli 1990      | WTA Palermo         | Gravel     | Isabel Cueto                | Barbara Paulus (4)           | 6-2, 6-2       |         |
| 8.               | 21 oktober 1990   | WTA Filderstadt     | Tapijt (i) | Mary Joe Fernandez          | Barbara Paulus (5)           | 6-1, 6-3       |         |
| 9.               | 5 mei 1991        | WTA Tarente         | Gravel     | Emanuela Zardo              | Petra Ritter (1)             | 7-5, 6-2       |         |
| 10.              | 21 juli 1991      | WTA Kitzbühel       | Gravel     | Conchita Martínez           | Judith Wiesner (3)           | 6-1, 2-6, 6-3  |         |
| 11.              | 23 mei 1993       | WTA Straatsburg     | Gravel     | Naoko Sawamatsu             | Judith Wiesner (4)           | 4-6, 6-1, 6-3  |         |
| 12.              | 18 juli 1993      | WTA Kitzbühel       | Gravel     | Anke Huber                  | Judith Wiesner (5)           | 6-4, 6-1       |         |
| 13.              | 31 juli 1994      | WTA Maria Lankowitz | Gravel     | Anke Huber                  | Judith Wiesner (6)           | 6-3, 6-3       |         |
| 14.              | 6 januari 1996    | WTA Auckland        | Hardcourt  | Sandra Cacic                | Barbara Paulus (6)           | 6-3, 1-6, 6-4  |         |
| 15.              | 7 april 1996      | WTA Hilton Head     | Gravel     | Arantxa Sánchez Vicario     | Barbara Paulus (7)           | 6-2, 2-6, 6-2  |         |
| 16.              | 6 mei 1996        | WTA Boedapest       | Gravel     | Ruxandra Dragomir           | Melanie Schnell (1)          | 7-6, 6-1       |         |
| 17.              | 25 mei 1996       | WTA Straatsburg     | Gravel     | Lindsay Davenport           | Barbara Paulus (8)           | 6-3, 7-6       |         |
| 18.              | 22 september 1996 | WTA Warschau        | Gravel     | Henrieta Nagyová            | Barbara Paulus (9)           | 3-6, 6-2, 6-1  |         |
| 19.              | 3 november 1996   | WTA Moskou          | Tapijt (i) | Conchita Martínez           | Barbara Paulus (10)          | 6-1, 4-6, 6-4  |         |
| 20.              | 15 januari 1997   | WTA Auckland        | Hardcourt  | Marion Maruska              | Judith Wiesner (7)           | 6-3, 6-1       |         |
| 21.              | 20 juli 1997      | WTA Praag           | Gravel     | Joannette Kruger            | Marion Maruska (1)           | 6-1, 6-1       |         |
| 22.              | 26 oktober 1997   | WTA Luxemburg       | Tapijt (i) | Amanda Coetzer              | Barbara Paulus (11)          | 6-4, 3-6, 7-5  |         |
| 23.              | 19 juli 1998      | WTA Palermo         | Gravel     | Patty Schnyder              | Barbara Schett (1)           | 6-1, 5-7, 6-2  |         |
| 24.              | 16 augustus 1998  | WTA Boston          | Hardcourt  | Mariaan de Swardt           | Barbara Schett (2)           | 3-6, 7-64, 7-5 |         |
| 25.              | 20 oktober 1999   | WTA São Paulo       | Gravel     | Fabiola Zuluaga             | Patricia Wartusch (1)        | 7-5, 4-6, 7-5  |         |
| 26.              | 24 oktober 1999   | WTA Moskou          | Tapijt (i) | Nathalie Tauziat            | Barbara Schett (3)           | 2-6, 6-4, 6-1  |         |
| 27.              | 29 juli 2007      | WTA Bad Gastein     | Gravel     | Francesca Schiavone         | Yvonne Meusburger (1)        | 6-1, 6-4       | Details |
| 28.              | 14 september 2008 | WTA Bali            | Hardcourt  | Patty Schnyder              | Tamira Paszek (1)            | 6-3, 6-0       | Details |
| 29.              | 17 juli 2011      | WTA Bad Gastein     | Gravel     | María José Martínez Sánchez | Patricia Mayr-Achleitner (1) | 6-2, 7-5       | Details |
| 30.              | 14 juli 2013      | WTA Boedapest       | Gravel     | Simona Halep                | Yvonne Meusburger (2)        | 6-3, 6-7, 6-1  | Details |

Bijgewerkt t/m 13-05-2019

### Toernooien
| Naam                  | Plaats | Categorie         | Ondergrond                                                | Periode   | Locatie                            | Jaargangen |
| --------------------- | --- | ----------------- | --------------------------------------------------------- | --------- | ---------------------------------- | ---------- |
| Huidige toernooien    | |                   |                                                           |           |                                    |            |
| Generali Ladies Linz  | Linz | WTA International | Hardcourt, indoor (2003-heden) Tapijt, indoor (1991-2002) | Oktober   | TipsArena Linz                     | vanaf 1991 |
| Voormalige toernooien | |                   |                                                           |           |                                    |            |
| Austrian Open         | Bad Gastein (2007-2015) Wenen (1979, 2001-2004) Klagenfurt (2000) Pörtschach (1968, 1999) Maria Lankowitz (1994-1998) Kitzbühel (1969-1983, 1990-1993) Bregenz (1985-1986) | WTA International | Gravel, buiten                                            | Juni/juli | Hotel Europäischer Hof (2007-2015) | 1968-2015  |

## Tennisspelers van Oostenrijkse afkomst
| Naam             | Hoogste positie | Datum hoogste positie | W-V     | Titels | Finales | Uitkomend voor | Geboren in | Afkomst vader | Afkomst moeder |
| ---------------- | --------------- | --------------------- | ------- | ------ | ------- | -------------- | ---------- | ------------- | -------------- |
| Yanina Wickmayer | 12              | 2010-04-19            | 430-288 | 5      | 7       | België         | België     | Oostenrijk    | België         |

Bijgewerkt t/m 09-06-2019

## Ledenaantallen ÖTV
Hieronder de ontwikkeling van het ledenaantal en het aantal verenigingen:
| Jaar | Aantal leden | Aantal verenigingen |
| ---- | ------------ | ------------------- |
| 2019 | 174.453      | 1.605               |
| 2018 | 171.049      | 1.634               |
| 2017 | 170.169      | 1.625               |
| 2016 | 171.221      | 1.677               |
| 2015 | 178.136      | 1.612               |
| 2014 | 178.645      | 1.614               |
| 2013 | 173.113      | 1.616               |
| 2012 | 173.946      | 1.668               |
| 2011 | 172.351      | 1.693               |
| 2010 | 173.210      | 1.686               |
| 2009 | 171.572      | 1.676               |
| 2008 | 168.895      | 1.689               |
| 2007 | 169.688      | 1.699               |
| 2006 | 169.735      | 1.701               |
| 2005 | 174.871      | 1.740               |
| 2004 | 178.085      | 1.756               |
| 2003 | 184.853      | 1.762               |
| 2002 | 192.357      | 1.787               |
| 2001 | 198.301      | 1.813               |
| 2000 | 204.058      | 1.815               |
| 1999 | 204.382      | 1.799               |
| 1998 | 204.218      | 1.793               |
| 1995 | 197.116      | 1.759               |
| 1994 | 194.522      | 1.727               |
| 1993 | 173.507      | 1.702               |
| 1992 | 166.893      | 1.669               |
| 1991 | 158.326      | 1.588               |
| 1990 | 147.616      | 1.513               |
| 1989 | 137.148      | 1.462               |
| 1987 | 126.613      | 1.369               |
| 1986 | 120.087      | 1.301               |
| 1979 | 089.293      | 0787                |
| 1978 | 080.753      | 0694                |
| 1977 | 074.258      | 0631                |
| 1974 | 049.611      | 0442                |